# Міжнародний аеропорт Куад-Сіті
Міжнародний аеропорт Куад-Сіті (IATA: MLI, ICAO: KMLI, FAA ідент. місц.: MLI) — громадський аеропорт в окрузі Рок-Айленд (штат Іллінойс, США), за три милі (5 км) на південь від міста Молін. Аеропорт Куад-Сіті є третім за завантаженістю в штаті Іллінойс після двох аеропортів Чикаго: ОГ'ара і Мідвей.
Source: FAA